# هوانگ جانگ-لی
هوانگ جانگ-لی (انگلیسی: Hwang Jang-lee؛ زادهٔ ۲۱ دسامبر ۱۹۴۴) بازیگر و رزمی‌کار اهل کره جنوبی است. و استاد بزرگ و دارندهٔ کمربند مشکی دان ۹ تانگ سو دو و تکواندو است. هوانگ مربی هنرهای رزمی ارتش کره در ویتنام بود.
از فیلم‌ها یا برنامه‌های تلویزیونی که وی در آن نقش داشته است می‌توان به مردان چوبین شائولین، نه عقب‌نشینی، نه تسلیم ۲ و فرشته اشاره کرد.